# Emil Steinberger

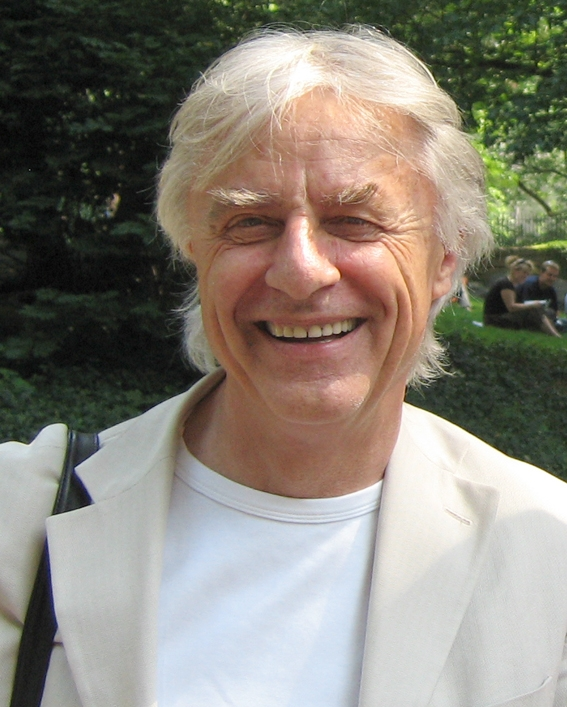
Emil Steinberger, 2006

Emil Steinberger (* 6. Januar 1933 in Luzern; heimatberechtigt ebenda) ist ein Schweizer Kabarettist, Schriftsteller, Regisseur und Schauspieler. Seit den 1970er-Jahren tritt er als Emil auf. Er gilt als der bekannteste Kabarettist der Schweiz. In der ironisch-satirischen Filmkomödie Die Schweizermacher von Rolf Lyssy verkörperte er 1978 die Rolle des Assistenten eines spiessbürgerlichen Einbürgerungsbeamten.

## Leben und Werk
Emil Steinberger ist Sohn des Buchhalters Rudolf Steinberger und dessen Frau Creszentia. Schon als Junge improvisierte er Sketche. Nach einer Ausbildung zum Postbeamten und neun Jahren Schalterdienst besuchte er ab 1960 fünf Jahre lang die Kunstgewerbeschule Luzern (heute Fachklasse Grafik Luzern) und wurde diplomierter Grafiker. Damals spielte er im Kabarett «Cabaradiesli» mit. Im September 1967 eröffnete er gemeinsam mit seiner ersten Ehefrau das Kleintheater am Bundesplatz, heute Kleintheater Luzern, in dem Jazzkonzerte, Theater- und Kabarettvorstellungen stattfanden und er seine ersten eigenen Programme aufführte. Steinberger führte in Luzern zudem während einiger Jahre das Kino moderne und baute 1973 ein Studiokino mit 150 Plätzen auf, das 2008 geschlossene Atelier-Kino.

Emil Steinberger (links) und Franz Hohler 1975 im Programm Emil träumt

Anfang der 1970er Jahre füllte Steinberger mit seinen Soloprogrammen «Geschichten, die das Leben schrieb», «E wie Emil» und «Emil träumt» alle Theater der Schweiz. Zur Bekanntheit in Deutschland trugen die von der ARD ausgestrahlten Emil-Aufzeichnungen bei. Es folgten Tourneen in allen deutschsprachigen Ländern.
Im Jahr 1977 stand er für neun Monate in der Manege des Circus Knie. Ein weiterer Meilenstein seiner Karriere war eine der beiden Hauptrollen als Moritz Fischer, Assistent des spiessbürgerlichen Einwanderungsbeamten Max Bodmer, gespielt von Walo Lüönd, im Film Die Schweizermacher unter dem Regisseur Rolf Lyssy. 1980 war er finanzieller Geburtshelfer und Regisseur beim Neustart des Circus Roncalli in Köln. Sein Bühnenprogramm Feuerabend, das er 1980 begann, war so erfolgreich, dass er beschloss, nur noch Emil zu sein.
In der französischen Schweiz spielte er in den 1980er-Jahren seine Nummern auch auf Französisch in den Programmen «Une heure avec Emil» und «Feu et flamme». In dem 1986 von Willy Bogner produzierten Sportfilm Feuer und Eis übernahm er in der deutschsprachigen Synchronisation die Rolle des Erzählers. 1987 trat er zum letzten Mal als Emil auf und beendete damit vorläufig seine Bühnenkarriere. Von 1990 bis 1991 gehörte Emil Steinberger zum Rateteam in Ja oder Nein, einem Was bin ich?-Remake mit Joachim Fuchsberger.
Gleichzeitig war er in der Werbung tätig. Er schrieb und inszenierte unter anderem 100 Werbespots. In dieser Zeit inszenierte er eine grosse Werbetour für «Schweiz Tourismus» unter dem Titel «Schweiz Plus» und tourte mit einer Truppe durch Deutschland. Ende 1993 ging er nach New York, um ein Leben in der Anonymität zu führen und heiratete dort Niccel (eigentlich: Nicole) Kristuf (* 13. April 1965).

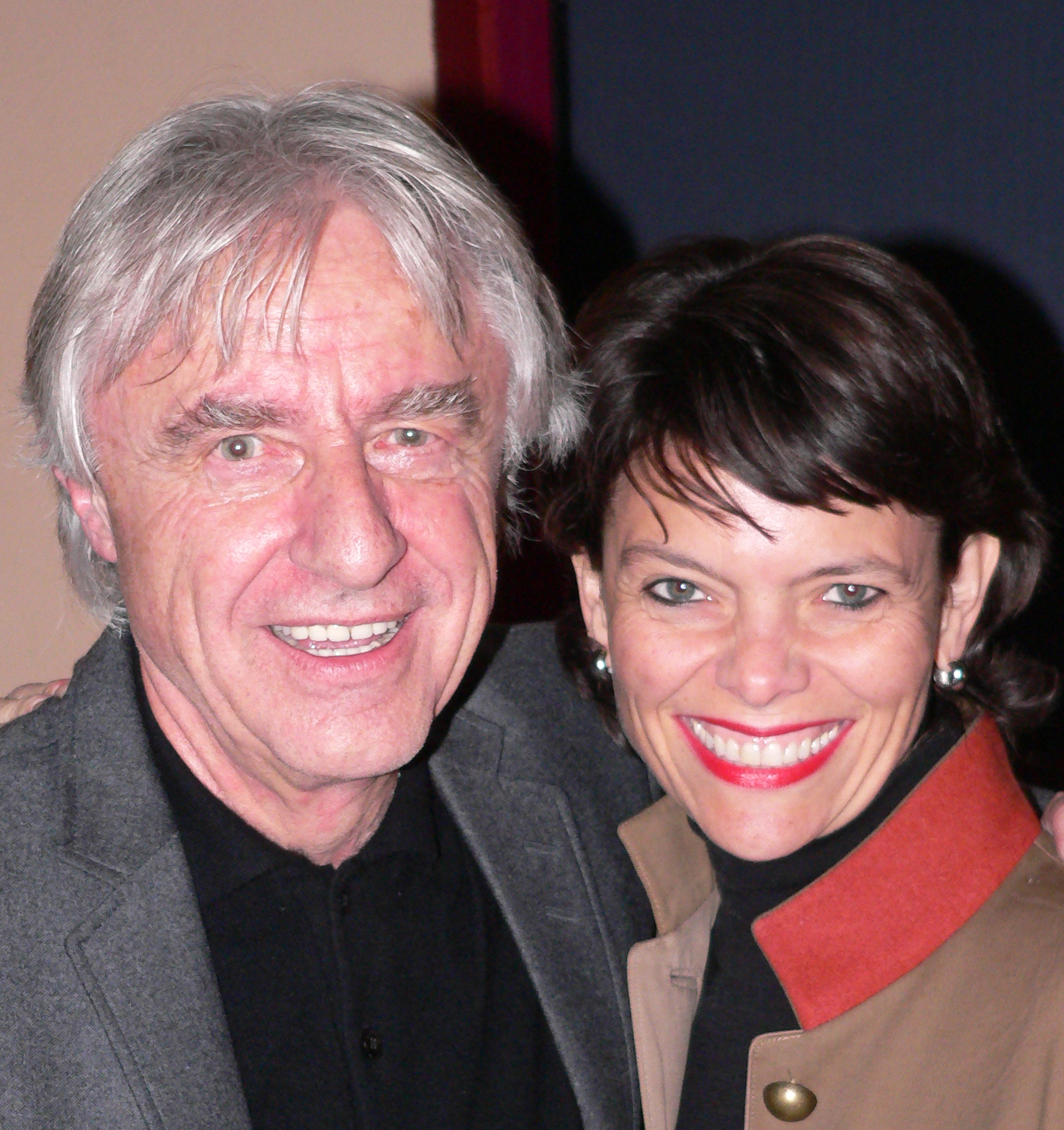
Emil und Niccel Steinberger, 2007

1999 erschien sein erstes Buch «Wahre Lügengeschichten». Im Jahr 2000 gründete er mit seiner zweiten Frau Niccel einen eigenen Verlag, die Edition E, in der 2001 sein zweites Buch «Emil via New York», CDs sowie DVDs mit Emils früheren Programmen erschienen. Seit 1999 war er mit Lesungen unterwegs, die sich zu einem neuen Bühnenprogramm entwickelten. Mit diesem Programm trat er mehr als 850-mal auf. Von 2015 bis Ende 2017 machte er eine Tournee mit dem Programm «Emil – no einisch» («Emil – noch einmal»), das er auf Schweizerdeutsch, Schweizer Hochdeutsch und Französisch gespielt hat und in dem viele erfolgreiche Nummern aus seinen Programmen der 1960er bis 1980er Jahre enthalten sind. Im November 2017 wurde im Gloria-Theater in Bad Säckingen eine Aufzeichnung dieses Programmes für das Schweizer Radio und Fernsehen gemacht und am 6. Januar 2018 anlässlich seines 85. Geburtstages auf SRF 1 ausgestrahlt. Zwischendurch war er als Sprecher in Kinderhörspielen (z. B. in Michel vo der Schwand (Michel aus Lönneberga) von Astrid Lindgren) tätig. Für den Diogenes-Verlag und Hans Fischers Kindergeschichte Pitschi las er Hörbücher ein.
Zu seinem 75. Geburtstag wurde er 2008 von der Stadt Luzern zum Ehrenbürger ernannt. 2013 brachte der Knapp-Verlag anlässlich des 80. Geburtstags Steinbergers neuestes Buch «Lachtzig» heraus. Anlässlich seines 88. Geburtstags zeigte das Schweizer Fernsehen SRF 1 sein Programm «Alles Emil, oder?!».
Von 1966 bis 1989 war Steinberger in erster Ehe mit Maya Rudin (1946–2023) verheiratet. Aus der Verbindung ging der 1969 geborene Sohn Philipp hervor. 1980 wurde sein zweiter Sohn Martin aus einer ausserehelichen Beziehung geboren. 1999 heiratete er in New York City die 32 Jahre jüngere Künstlerin Niccel Kristuf (* 1965). Mit ihr lebte er fortan in Montreux, bevor beide 2014 nach Basel zogen.

## Filmografie (Auswahl)

### Kino
- 1976: Die plötzliche Einsamkeit des Konrad Steiner
- 1978: Die Schweizermacher
- 1979: Messidor
- 1980: Die Formel (The Formula)
- 1981: Kassetten-Liebe (Titel für Schweiz)
- 1982: Video-Liebe (Titel für Deutschland)
- 1985: Kaiser und eine Nacht
- 1985: Ein Sonderling gerät in ein geheimnisvolles Milieu
- 1991: Niklaus und Sammy
- 2024: Typisch Emil – Vom Loslassen und Neuanfangen

### Fernsehen
- 1975: Emil auf der Post
- 1984: Frisch, frech, fröhlich – frei? – Eine Olympische Kabarettsendung
- 1987: Flucht mit Luzifer (Miniserie)

## Werke

### Schallplatten und CDs
- 1970: Geschichten, die das Leben schrieb
- 1971: Geschichten, die das Leben schrieb, Teil 2
- 1972: EMIL improvisierte…
- 1973: E wie Emil
- 1976: Emil träumt…
- 1976: Emil die 2(te)
- 1981: Feuerabend
- 2005: Eine kabarettistische Lesung (späterer Programmtitel: Drei Engel)
- 2008: E wie Essen (schweizerdeutscher Titel: Suppe, Wurscht und Brot)

als Erzähler:
- 1999: Astrid Lindgren: Immer dä Michel, 3 CDs
- 2004: Astrid Lindgren: Karlsson vom Dach / Karlsson fliegt wieder, 2 CDs
- 2010: Hugo Loetscher: Der Waschküchenschlüssel oder Was – wenn Gott Schweizer wäre
- 2014: Schwyzerdütsch mit The Grooves

### Bücher
- Feuerabend. Diogenes, Zürich 1985
- Wahre Lügengeschichten. Kein & Aber, Zürich 1999; Ullstein, München 2000
  - erweiterte Neuauflage: Edition E, Territet 2004, ISBN 978-3-905638-23-3
- Emil via New York. Edition E, Territet 2001; leicht überarb. A. 2009, ISBN 978-3-905638-39-4
- Lachtzig. Knapp, Olten 2013, ISBN 978-3-905848-78-6
- Hans Fischer: Pitschi. Ins Schweizerdeutsche übersetzt von Emil Steinberger. NordSüd, Zürich 2016, ISBN 978-3-314-10388-9

## Liste seiner wichtigsten Sketche (Auswahl)
| Hochdeutsch           | Schwyzerdütsch                    | Französisch              |
| --------------------- | --------------------------------- | ------------------------ |
| Am Fenster            | Am Fänschter                      | A la fenêtre             |
| Am Matterhorn         | Am Matterhorn                     | Au Cervin                |
| Das Steuerformular    | Stüürformular                     | –                        |
| Der Blutspender       | Dä Bluetspänder                   | Donneur du sang          |
| Der Feinschmecker     | Dä Gourmet                        | Le gourmet               |
| Der Kinderwagen       | Dä Chinderwage                    | La poussette             |
| Der Wahlverlierer     | Dä Wahlverlüürer                  | Politicien flambant      |
| Hochzeitsglückwünsche | Hochzitsglückwünsch               | –                        |
| Im Zug                | Im Zug (enthält Chileli vo Wasse) | Dans le train            |
| Mengenlehre           | Mängelehr                         | La théorie des ensembles |
| Polizeihauptwache     | Polizeiposchte                    | Poste de police          |
| Telegrafenamt         | S Telegrafenamt                   | –                        |
| Der Pilot             | Dä Pilot                          | –                        |
| –                     | Am Kiosk                          | Le kiosque               |
| –                     | De Quizmaster                     | –                        |

## Auszeichnungen

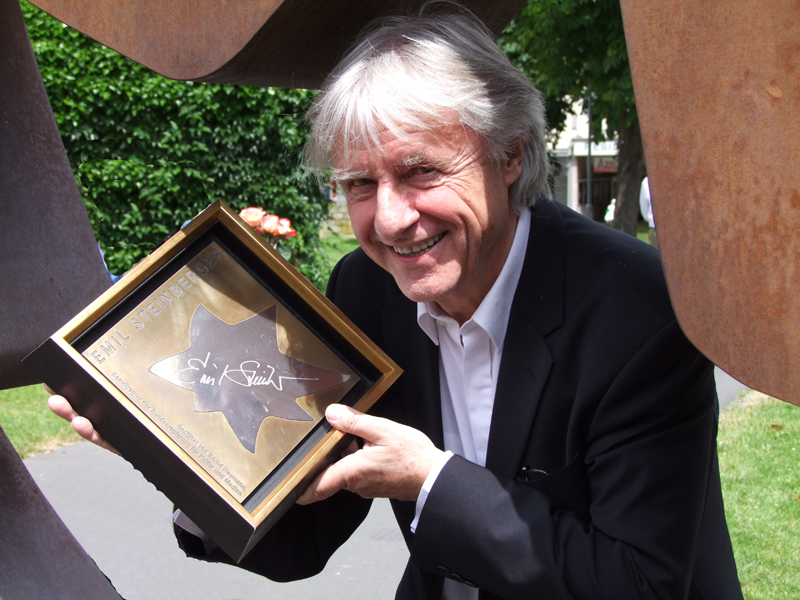
Emil Steinberger mit seinem Stern der Satire, 2009

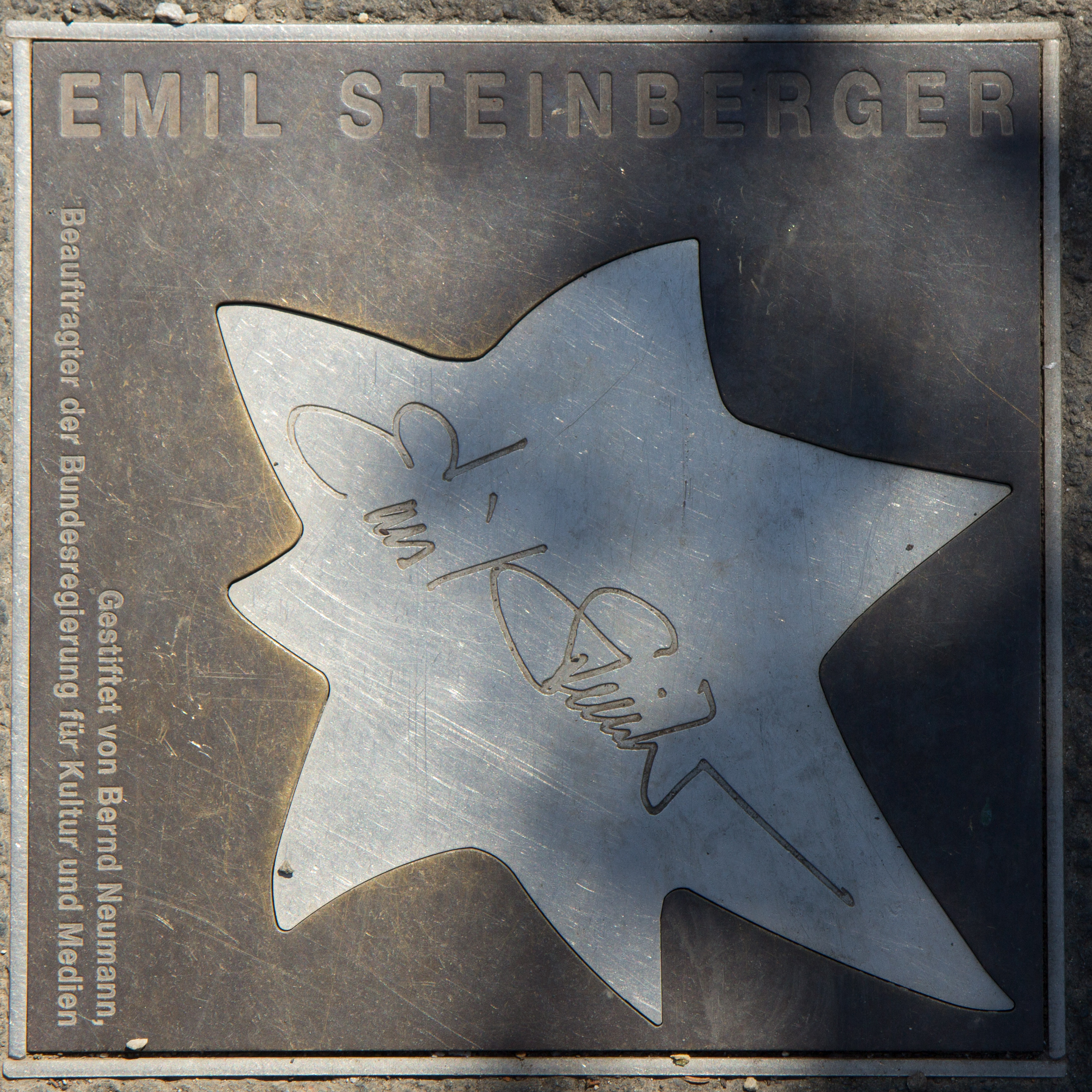
Walk of Fame des Kabaretts, Nr. 63 Emil Steinberger

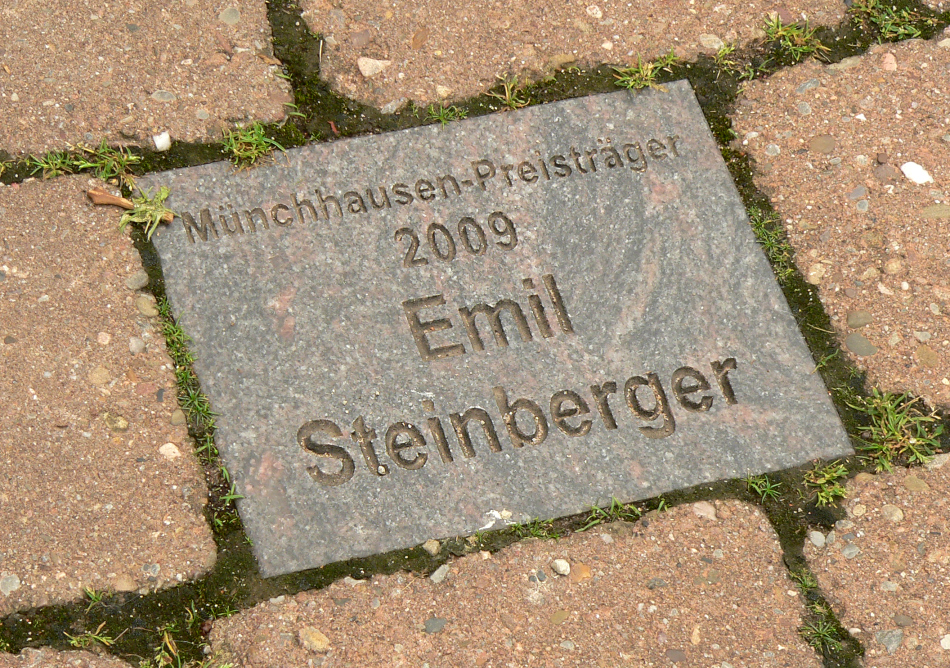
Steinplatte zum Münchhausen-Preis 2009 vor dem Rathaus in Bodenwerder

- 1970: Anerkennungspreis der Stadt Luzern für kulturelle Tätigkeiten
- 1976: Deutscher Kleinkunstpreis in der Kategorie Kabarett
- 1981: Prix Walo
- 1986: Karl-Valentin-Orden
- 1988: Hans Reinhart-Ring der Schweizer Gesellschaft für Theaterkultur
- 1993: Morenhovener Lupe
- 1996: Ehrennadel der Stadt Luzern
- 1996: Goldene Schallplatten in Deutschland für die Videoalben Emil Steinberger – Volume 1 und Emil Steinberger – Volume 2[7]
- 2003: Rose d’Or (Ehrenrose)
- 2003: Oertli-Preis für seinen Sprachgrenzen überschreitenden Humor
- 2004: Göttinger Elch für sein Lebenswerk
- 2004: Deutscher Comedypreis (Ehrenpreis für sein Lebenswerk)
- 2005: Salzburger Stier (Ehrenstier für sein Lebenswerk)
- 2006: Bayerischer Kabarettpreis (Ehrenpreis)
- 2007: Schweizer Kabarett-Preis Ehrencornichon
- 2007: Goldener Akustikus Nürnberg
- 2008: Ehrenbürger der Stadt Luzern anlässlich seines 75. Geburtstages
- 2008: Das große Kleinkunstfestival Ehren-Preis
- 2009: Anerkennungspreis der Stadt Montreux
- 2009: Münchhausen-Preis, Bodenwerder
- 2009: Stern der Satire Mainz
- 2010: Arosa Humorfüller – Jurypreis des Arosa Humor-Festivals für sein Lebenswerk
- 2011: SwissAward – Lifetime Award 2010 für sein Lebenswerk
- 2012: Ehrenpreis für Zweisprachigkeit Biel-Bienne
- 2012: Hall of Fame der German Speakers Association
- 2013: Radio Pilatus Ehren-Rüüdige Lozärner
- 2013: Preis für Menschenwürde
- 2014: Friedestrompreis[8]
- 2019: Anerkennungspreis des Kantons Luzern[9]
- 2021: Deutscher Kleinkunstpreis (Ehrenpreis des Landes Rheinland-Pfalz)
- 2022: Swiss Comedy Award Lifetime Award
- 2024: Zurich Film Festival: Lifetime Achievement Award[10]
- 2025: Ehren Prix Walo
- 2025: Special Prix Walo des Parc Naziunal Svizzer[11]

## Dokumentarfilm
- 2024: Typisch Emil, Regie: Phil Meyer.[12]